# 齊布利夫
49°4′24″N 29°50′50″E / 49.07333°N 29.84722°E

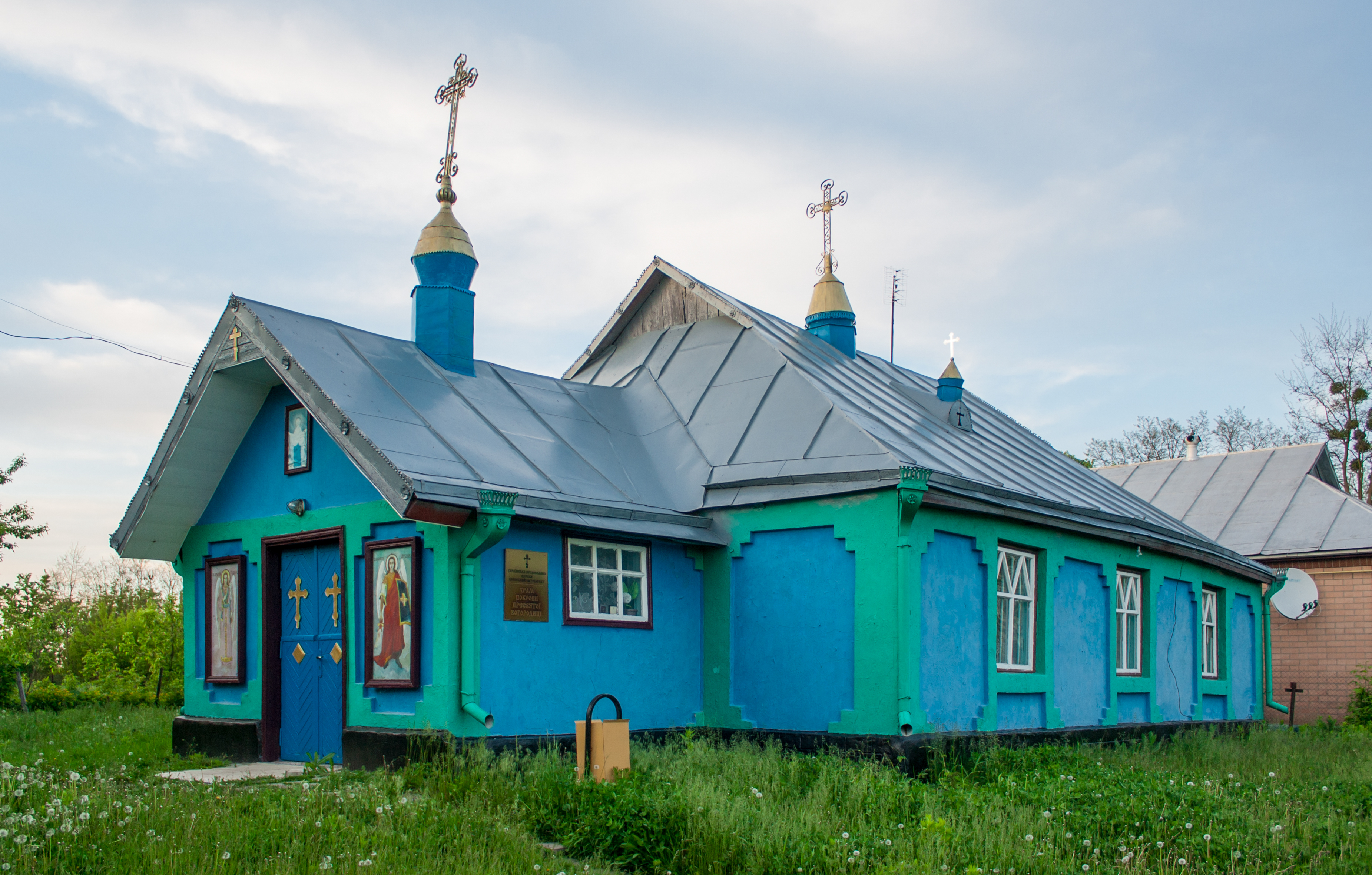
教堂

齊布利夫（羅馬化：Tsybuliv，直译：「“洋葱”」）是位於烏克蘭中部的市級鎮，由切爾卡瑟州烏曼區的莫納斯蒂里什切市鎮負責管轄。該鎮處於莫納斯特里謝以北12公里和切爾卡瑟以西215公里，海拔高度213米，2014年人口3,679。